# Sancygniów
Sancygniów – wieś w Polsce położona w województwie świętokrzyskim, w powiecie pińczowskim, w gminie Działoszyce. Leży przy DW768.

## Części wsi
| SIMC    | Nazwa    | Rodzaj    |
| ------- | -------- | --------- |
| 0237618 | Kopanina | część wsi |
| 0237624 | Podgaje  | część wsi |
| 0237630 | Pozelów  | część wsi |
| 0237647 | Wierówki | część wsi |

## Historia Sancygniowa
Sancygniów, dawniej Sęczygniew, Sadzignew (1376), Sanczygnyew (1470–1480), Sancygniew (1787), Sancygniów (od 1839). Nazwa wsi pochodzi od staropolskiej nazwy osobowej Sęczygniew.
Wieś stanowiła własność rodu Sancygniowskich herbu Jelita, położona była w drugiej połowie XVI wieku w powiecie księskim województwa krakowskiego.
Miejscowość związana z działalnością braci polskich. W pracy „Szlakiem Braci Polskich” Józef Szymański wspomina o istnieniu w Sancygniowie tajemniczej „figury braci polskich” w postaci ośmiobocznego przełamanego słupa.
W 1827 Sancygniów należący do powiatu skalbmierskiego, obwodu miechowskiego i województwa krakowskiego liczył 73 mieszkańców i 22 domy.  W 1864 w wyniku uwłaszczenia chłopów przeprowadzonego na mocy ukazu cara Aleksandra II Romanowa mieszkańcy Sancygniowa stali się właścicielami posiadanej ziemi i budynków.
W czasie okupacji niemieckiej, oddział Batalionów Chłopskich dowodzony przez Feliksa Marca 25 lipca 1944 dokonał udanego rozbrojenia posterunku Wehrmachtu, mieszczącego się w budynkach dworskich.
Do 1954 istniała gmina Sancygniów. W latach 1975–1998 miejscowość administracyjnie należała do województwa kieleckiego
Według danych z 2003 miejscowość zamieszkiwało 260 osób.
W 2002 w Sancygniowie powstał niezrzeszony klub piłkarski Pałac Sancygniów.
Z Sancygniowa pochodził ks. kardynał Andrzej Maria Deskur bliski przyjaciel papieża Jana Pawła II. Był on odpowiedzialny za współpracę z mediami w zakresie transmisji mszy i pielgrzymek Jana Pawła II, oraz Benedykta XVI.

## Urodzeni w Sancygniowie
- Edward Stępniewski – polski farmaceuta, działacz społeczny i samorządowiec, prezydent Grodna[11].

## Zabytki
- Kościół pw. św. Piotra i Pawła, wzniesiony w 1400 w stylu gotyckim przez miejscowego dziedzica Piotra Sancygniowskiego, jednak dopiero w 1413 ustanowiono przy nim parafię[12]. Wydzielono ją z sąsiednich parafii w Słaboszowie i Działoszycach. W 1606 włączono do parafii sancygniowskiej sąsiednią podupadłą parafię w Woli Knyszyńskiej. Pierwotnie kościół wybudowano w XV wieku w stylu gotyckim, a następnie w latach 80.-90. XVI w. znacząco przekształcono świątynię (podwyższono wieżę) z inicjatywy Anny i Jakuba Sancygniowskich[12]. Przebudowano w stylu barokowym w 1783 i neogotyckim w latach 1838–1840 (kruchta), 1897. Restauracje przeprowadzono także w latach 1949–1951, 1987. W latach 1988–1990 przeprowadzono prace konserwatorskie. W 2008 odrestaurowano południową część kościoła, w którym znajdują się m.in. prezbiterium trójprzęsłowe, zamknięte wielobocznie; nawa szersza od prezbiterium; ołtarz główny o bogatej architekturze i rokokowej dekoracji snycerskiej; ołtarze boczne, dwa przy tęczy i dwa w nawie; rokokowe epitafia z XVII i XIX w. W archiwum parafialnym przechowywane są księgi metrykalne: ochrzczonych od 1760, zaślubionych od 1890, zmarłych od 1760. Do parafii należą: Sancygniów, Biedrzykowice, Iżykowice, Lipówka, Opatkowice, Halinówka, Dropiówka, Podrózie, Stępocice, Świerczyna, Teodorów, Wola Knyszyńska.

Wpisany do rejestru zabytków nieruchomych (nr rej.: A/633 z 21.06.1967).
- Zespół pałacowy (nr rej.: A/634/1-6 z 26.10.1956, z 19.12.1957, z 15.04.1967 i z 21.06.1967)[13]: Ostatnim właścicielem majątku (do 1945 roku) był Andrzej Deskur z Ostrowa.
  - Pałac w Sancygniowie z 1882 r.,
  - pozostałości obwarowań z drugiej połowy XVI i XVII w.,
  - lamus - dawna renesansowa wieża obronna z połowy XVI w. Pierwotnie zwieńczona attyką[14]. Wewnątrz odkryto dekoracje malarskie z herbami Jelita i Pilawa[14]. Do wnętrza prowadzi portal z herbem Pilawa. Przebudowany w II połowie XVIII w. i 1917 r.,
  - park założony w XVI w., przebudowany w II połowie XIX w.,
  - brama z herbem Deskur i budynkiem przybramnym z XVI w.

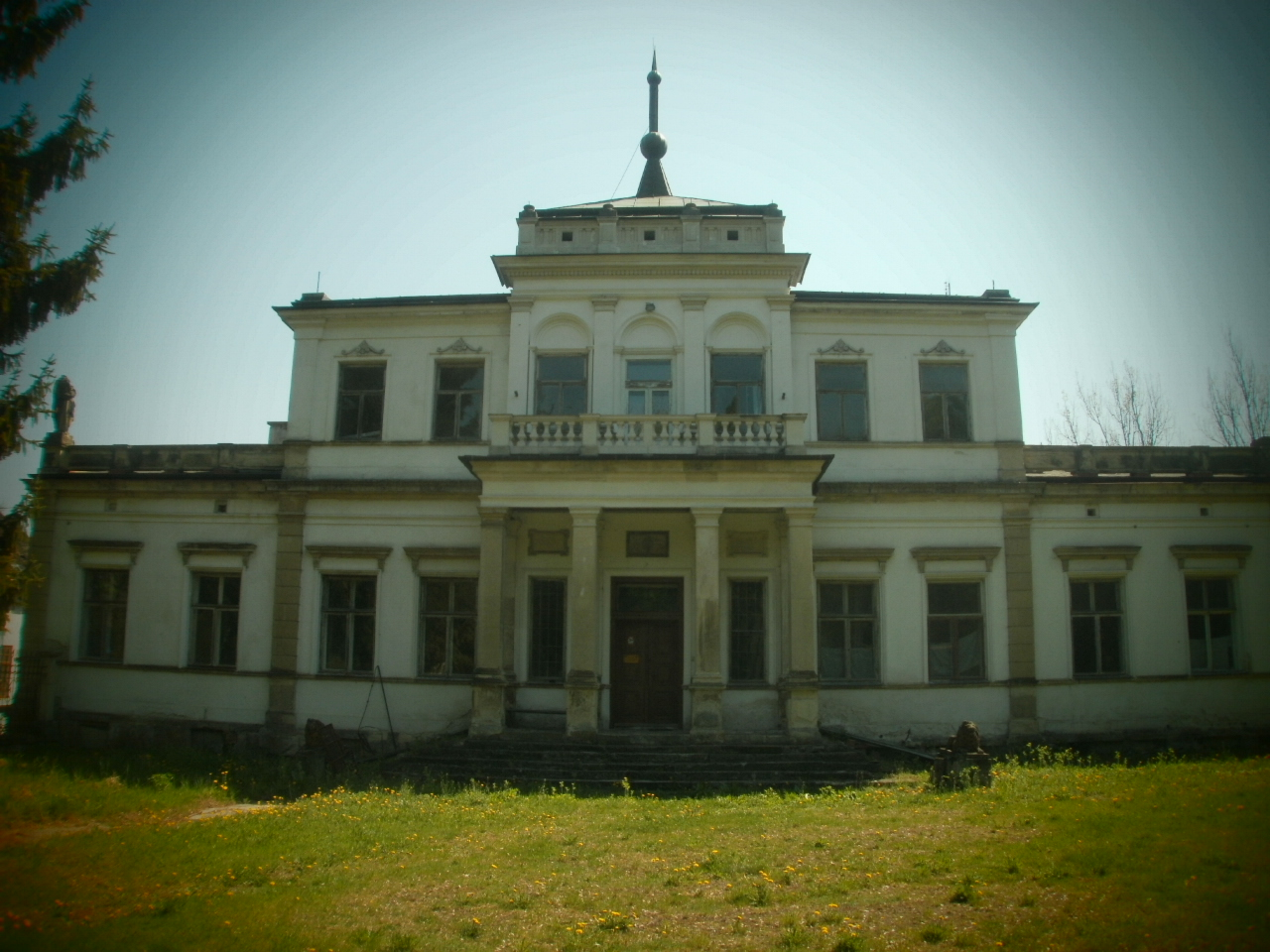
Pałac w Sancygniowie
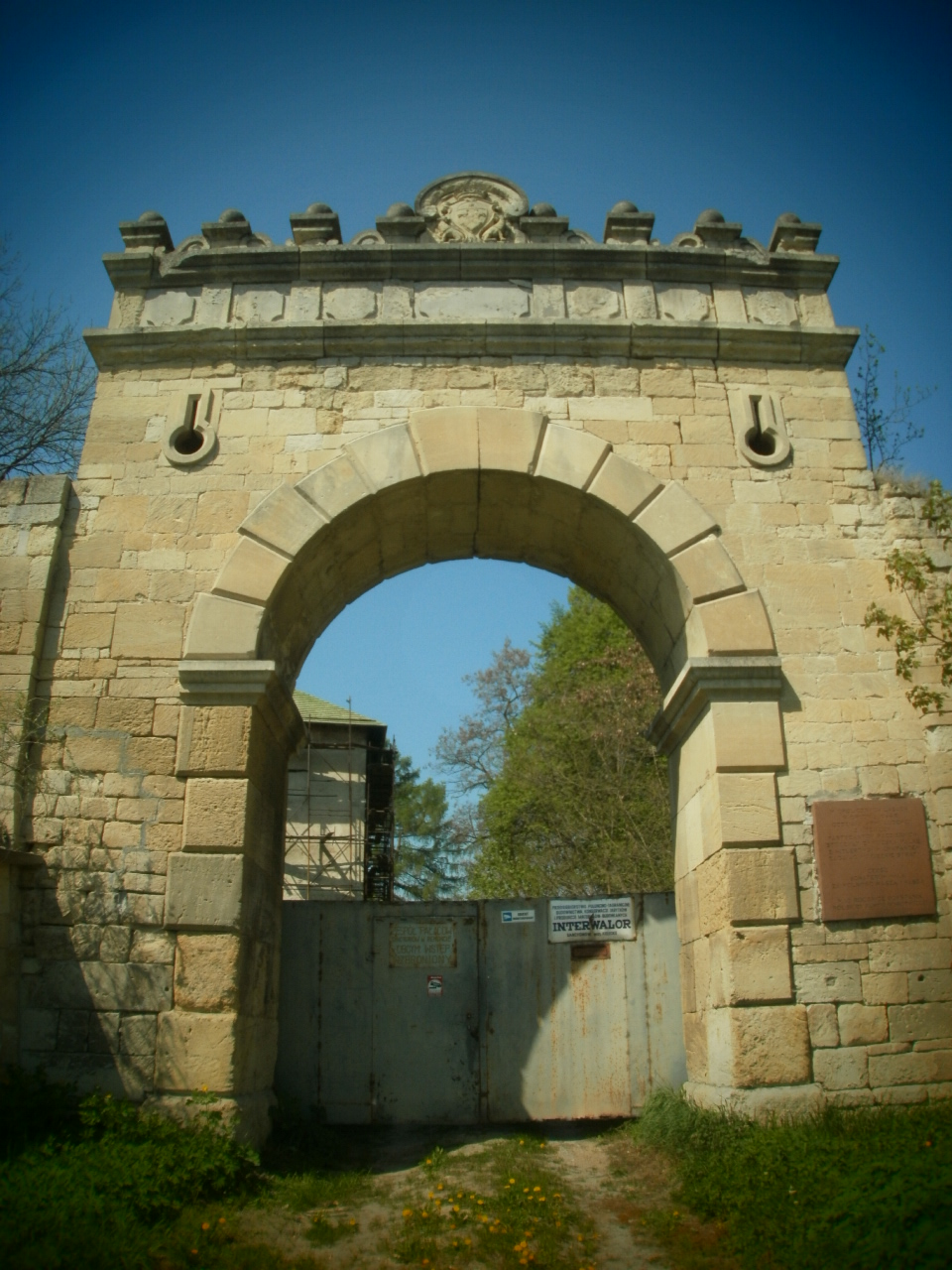
Brama z herbem Deskur
Herb Deskur
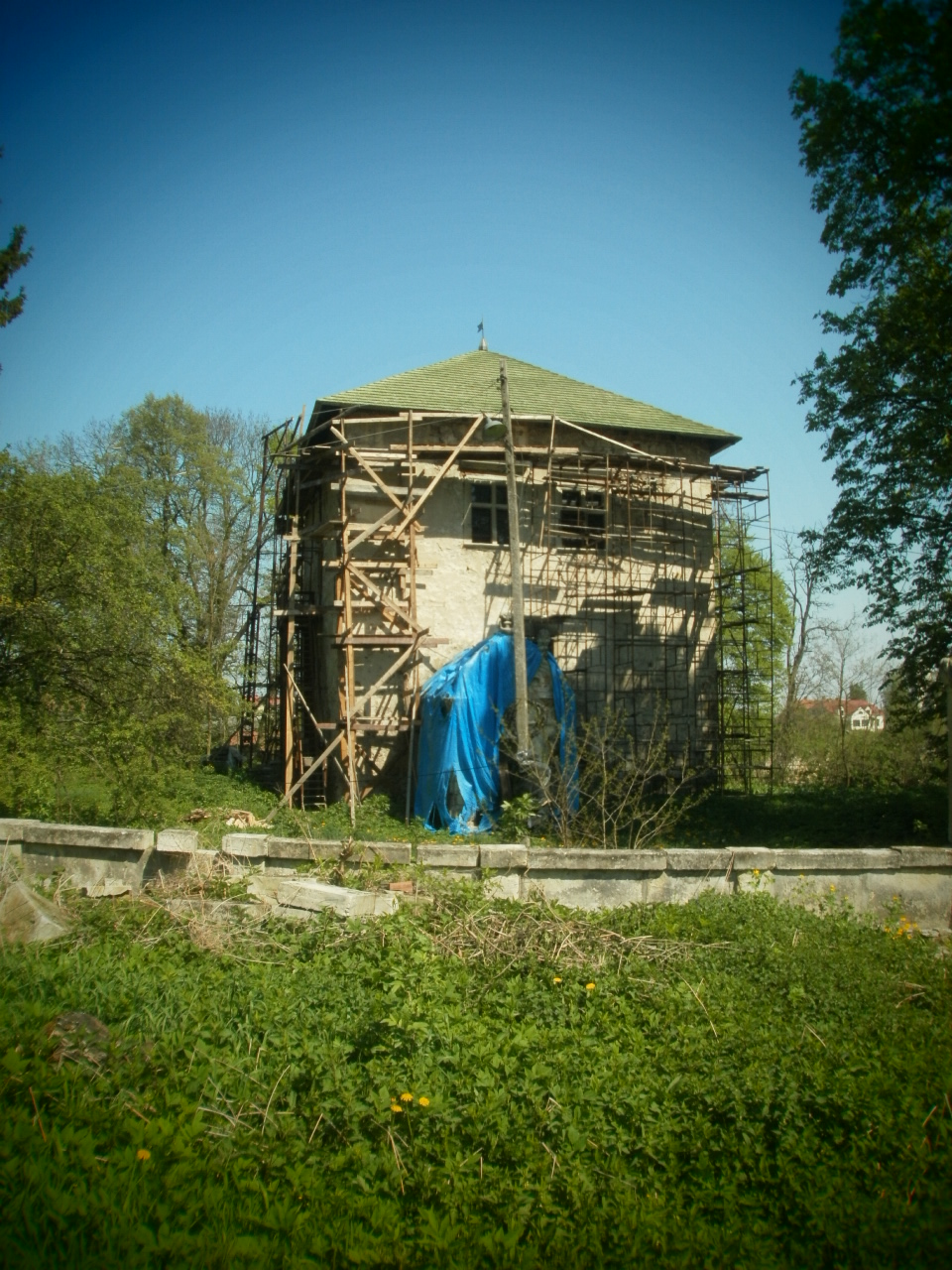
Lamus - dawna wieża obronna
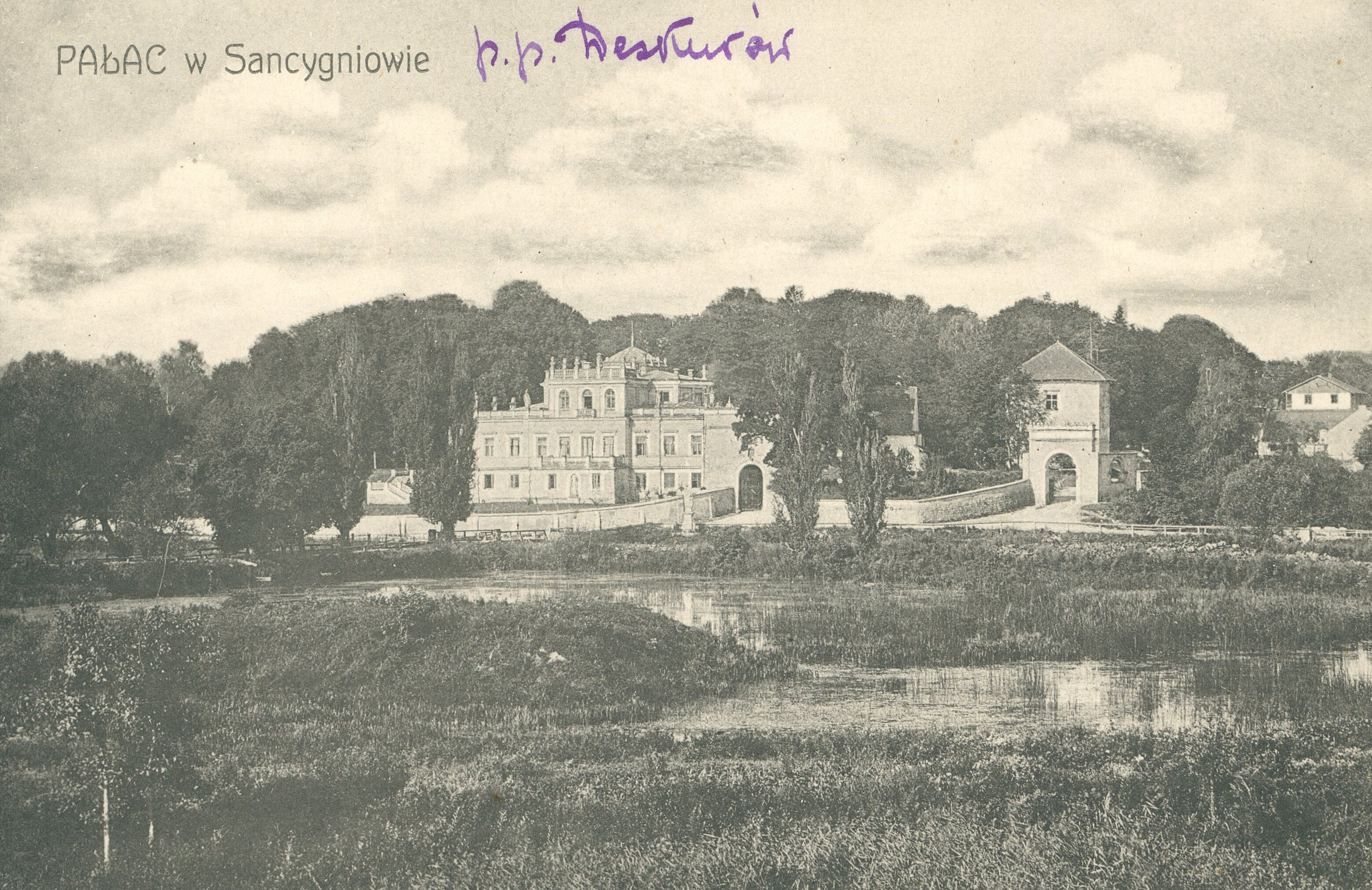
Pałac przed 1920

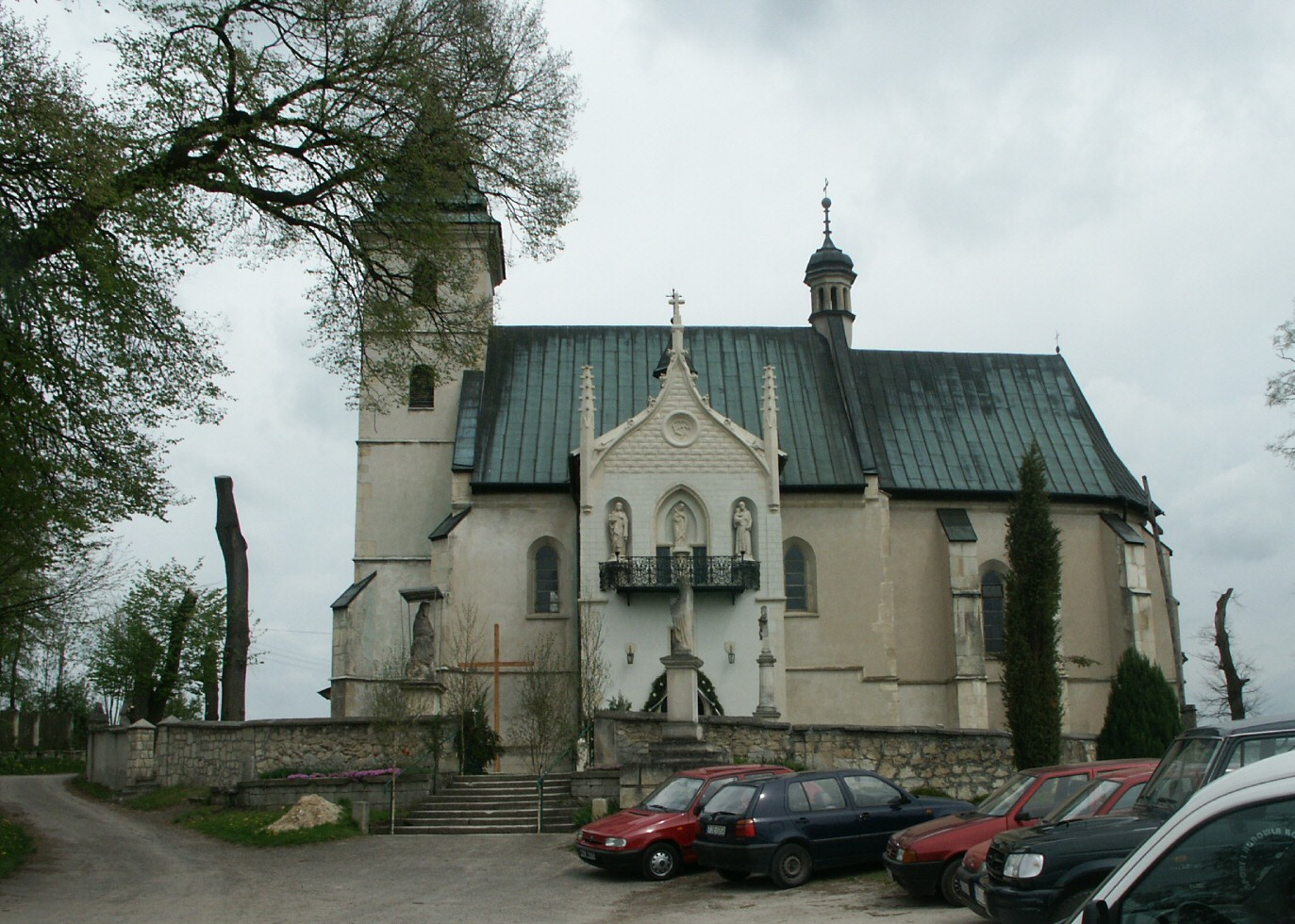
Kościół
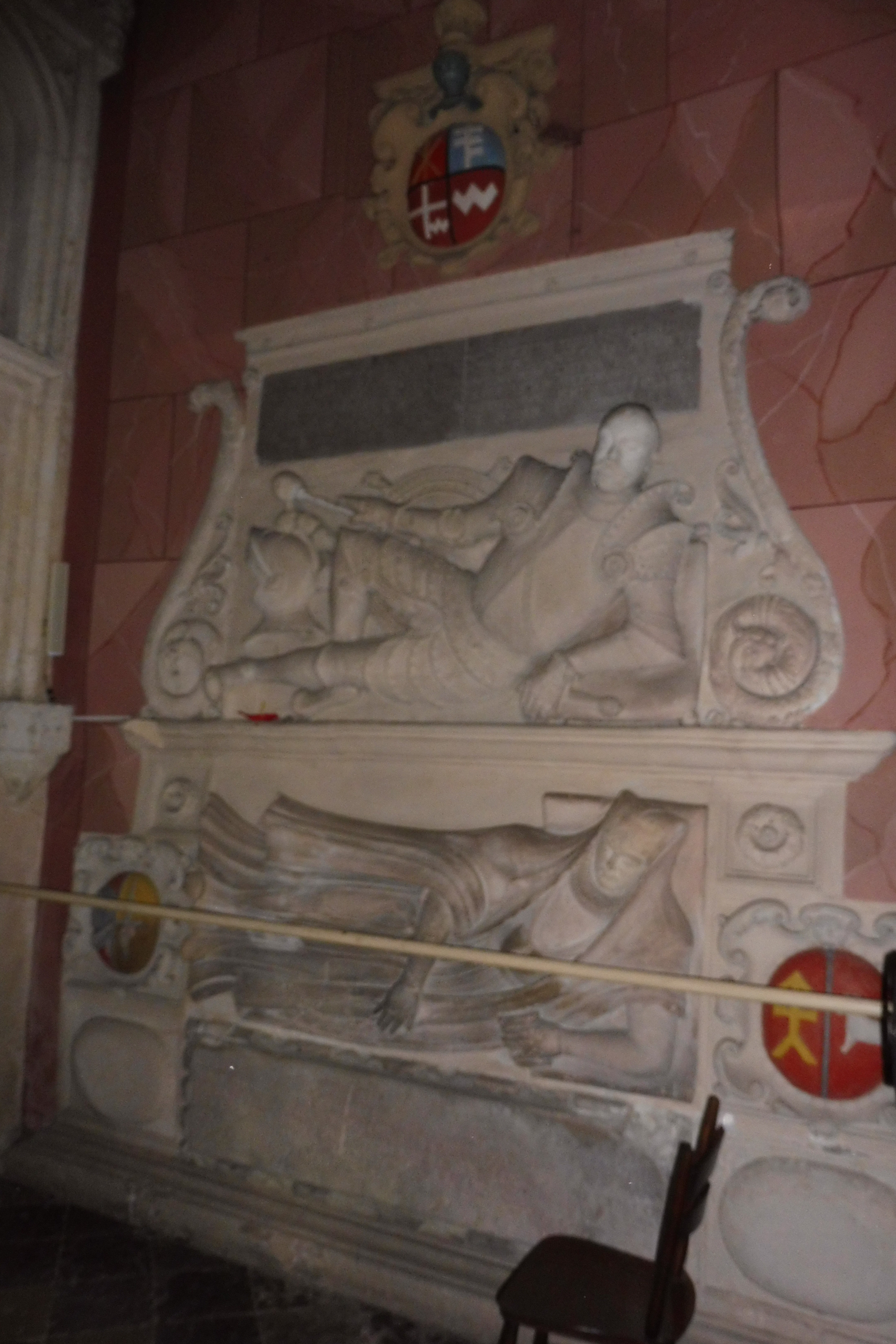
Nagrobek Jakuba Sancygniowskiego
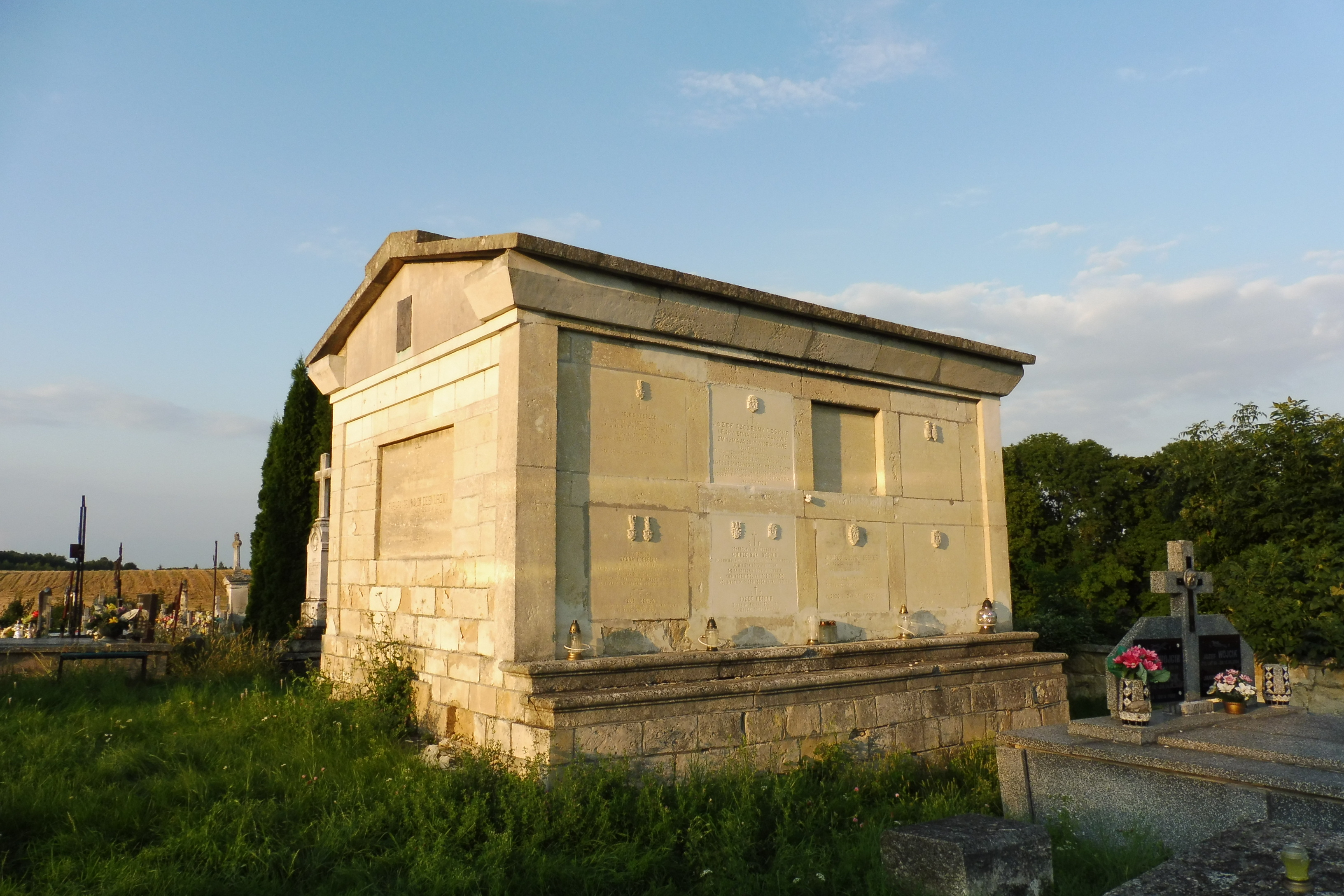
Grobowiec Deskurów